# Mogbwemo Queens Football Club
Le Mogbwemo Queens Football Club est un club de football féminin sierraléonais basé à Bonthe.

## Histoire
Le Mogbwemo Queens Football Club est fondé en 2004.
Le club est sacré champion de Sierra Leone en 2023 avec seulement une défaite concédée sur vingt-deux matchs joués et dispute ainsi sa première campagne continentale avec les qualifications de la Ligue des champions féminine de la CAF 2023. Les Sierraléonaises terminent dernières du tournoi de la zone UFOA-A.
Les Mogbwemo Queens remportent un deuxième titre consécutif en championnat en 2024.

## Palmarès
Championnat de Sierra Leone (2) :
- Champion en 2023 et 2024.